# كريستوفر أنستي
كريستوفر أنستي (31 أكتوبر 1724 - 3 أغسطس 1805) كان شاعرًا إنجليزيًا وكتب أيضًا باللغة اللاتينية. وبعد فترة من إدارة ممتلكات عائلته انتقل بشكل دائم إلى باث وتوفي بعد حياة عامة طويلة هناك. وكانت قصيدة دليل باث الجديد سبب شهرته، وبدأ أسلوبًا ساخرًا سهلاً كان له تأثيره طوال النصف الثاني من القرن الثامن عشر. وكتب لاحقًا دائرة انتخابية، وهي سخرية أخرى من مجتمع باث سمحت له بتطوير وتحديث موضوعات معينة في عمله السابق. ومن بين كتاباته اللاتينية ترجمات وملخصات مبنية على هاتين القصيدتين. وكان أيضًا مؤلفًا مشاركًا لواحدة من أقدم الترجمات اللاتينية لقصيدة غراي رثاء مكتوب في ساحة الكنيسة الريفية، والتي صدرت بعدة طبعات في إنجلترا وخارجها.

## حياته
كان أنستي الطفل الثالث والابن الوحيد للقس الدكتور كريستوفر أنستي عميد برينكلي في كامبريدجشير، وزوجته ماري تومسون التي ولدت في 31 أكتوبر عام 1724 في ترومبينغتون. وتلقى تعليمه في كلية إيتون وكلية الملك في كامبريدج، حيث تميز بأشعاره اللاتينية. ثم أصبح زميلًا في كليته عام 1745، لكن درجة الماجستير مُنعت عنه عام 1749 بسبب تحديه لسلطات الجامعة والإهانة الناجمة عن خطاب يقال إنه بدأ «أطباء بلا عقيدة، أساتذة فنون بلا فن، والطلاب أحق بالصولجان من المكللين بالغار». وقد انضم إلى المعبد الأوسط في عام 1746، ولكن لم يجري استدعاؤه إلى نقابة المحامين.
في عام 1754 بعد أن ورث العقارات العائلية المزدهرة (بما في ذلك أنستي هول في ترومبينغتون)، انسحب أنستي من الجامعة. وبعد ذلك بعامين تزوج آن كالفرت (1732–1812)، ابنة فيليكس كالفرت وأخت صديقه جون كالفرت من ألبوري هول، هارتفوردشير. وعاش أنستي لفترة طويلة حياة مالكي الأراضي، حيث كان ينمي حروفه بالإضافة إلى ممتلكاته، لكنه لم ينشر سوى القليل من الملاحظات لسنوات عديدة. وكبرت عائلته لتشمل ثلاثة عشر طفلاً، ثمانية منهم عاشوا بعده.
بعد فترة من الاكتئاب الذي تفاقم بسبب اعتلال الصحة بعد وفاة أخته الحبيبة في عام 1760، نُصح أنستي بالعلاج بالماء في منتجع باث الصحي العصري. وقد أعجب بالمكان فكان يعود سنويًا وقرر الاستقرار هناك بشكل دائم في عام 1770، وكان منزله رقم 4 في رويال كريسنت طوال الخمسة والثلاثين عامًا اللاحقة. وفي عام 1766 حقق شهرة بعد نشر كتابه دليل باث الجديد: أو مذكرات عائلة B__n__r__d في سلسلة من الرسائل الشعرية، والتي طبعت نحو عشرين طبعة قبل عام 1800. وقد أشيد بالعمل بحماس بسبب روح الدعابة الساخرة اللطيفة من قبل شخصيات أدبية مثل هوراس والبول وتوماس غراي.
لاحقًا ألف أنستي عملًا على نفس المنوال، وهو كرة انتخابية، في رسائل شعرية من السيد إنكل في باث إلى زوجته في غلوستر، نُشرت عام 1776. وقد اقتُرح الموضوع عليه في التجمعات الأدبية لدائرة باثستون الأدبية التي كان يحضرها وفي آخر المختارات الأدبية المنتظمة التي ساهم بها. وقد أدت الموضوعات المقترحة الأخرى إلى نشر أعمال طويلة، لكن هذا الارتباط أضر بسمعته أكثر من أي شيء آخر وانتهى بوفاة راعية الزمرة آنا الليدي ميلر في عام 1781. وفي السنوات التي تلت ذلك فكر في جمع قصائده للنشر العام، لكن المشروع لم يكتمل إلا من قبل ابنه جون في عام 1808.
على الرغم من أن أنستي أعلن عدم اهتمامه بالمناصب العامة، فقد شغل منصب عمدة كامبريدجشير وهنتينغدونشير في الفترة الممتدة بين العامين 1770 و1771، عشية انتقاله إلى باث. وبمجرد وصوله إلى هناك انشغل بالعديد من المشاريع الخيرية، مثل مخطط دعم الفقراء الذي بيعت لأجله المنتزهات الشعرية لدائرة باثستون. بالإضافة إلى ذلك خدم بين عامي 1781 و1795 في مجلس مديري مستشفى باث، حيث كتب لهم قصائد لجمع الأموال. وفي وقت لاحق دعم عمل هانا مور، التي ظهرت سلسلتها مسجلات التخزين الرخيصة في أغنيته الطويلة «ابنة المزارع، حكاية شعرية» (1795). وأظهرت قصيدته اللاتينية الأخيرة المقاطع الشعرية الألكية الموجهة إلى إدوارد جينر حول عمله في مجال التلقيح (1803)، مما يظهر استمرار اهتماماته الإنسانية.
انهارت بنية أنستي القوية في وقت مبكر من عام 1805. وتوفي في 3 أغسطس، ودُفن في كنيسة سانت سويثين في والكوت في باث. وفي وقت لاحق وُضع له لوح تذكاري من الرخام الأبيض في ركن الشعراء في كنيسة وستمنستر.

## شِعره

### باللغة اللاتينية
يشكل الشعر باللغة اللاتينية ربع إنتاج أنستي المنشور فقط، لكن مسيرته الشعرية بدأت وانتهت به. وكان أول عمل رئيسي له هو الترجمة التي عمل عليها بالتعاون مع صديقه ويليام هايوارد روبرتس، الذي كان أيضًا زميلًا في كلية الملك في ذلك الوقت، وجرى نشرها بشكل مجهول في عام 1762. وكانت إيليجا سكريبتا إن كوميتيريو روستيكو لاتينيه ريديتا نسخة من كتاب توماس غراي الشهير «رثاء مكتوب في ساحة الكنيسة الريفية» عام 1751، والتي عملا عليها بالتشاور مع المؤلف نفسه.
وتعليقًا على المسودة التي أرسلها إليه، أشار غراي إلى أن «كل لغة تملك تعابيرها الخاصة، ليس فقط في الكلمات والعبارات، ولكن أيضًا في العادات والأخلاق، والتي لا يمكن تمثيلها على لسان أمة أخرى، خاصة أمة بعيدة جدًا في المكان والزمان، دون قيود أو صعوبة، ومن هذا النوع في المثال الحالي جرس حظر التجول والكنيسة القوطية بآثارها وأغانيها وأناشيدها ونصوص الكتاب المقدس وما إلى ذلك. هناك صور معينة على الرغم من أنها مأخوذة من طبيعة مشتركة وواضحة في كل مكان، ومع ذلك تبدو لنا غريبة عن اتجاه الشعر اللاتيني وعبقريته؛ أعتقد أن الخنفساء التي تطير في المساء بالنسبة إلى روماني، كانت ستبدو موضوعًا وضيعًا جدًا للشعر». ويتساءل أيضًا: «ألا يمكن كتابة الأحرف الإنجليزية هنا بالحروف اللاتينية؟ فيرجيل جيد مثل ميلتون، وقيصر مثل كرومويل».
كان موقف غراي تقليديًا ولم يأخذ في الاعتبار الطريقة التي أظهرت بها قصائد فنسنت بورن بالفعل كيف يمكن تكييف اللغة اللاتينية للتعبير عن الواقع المعاصر. وبتفضيل النهج الأخير في معظم الأحيان تحاول ترجمة أنستي أن تظل وفية لنص غراي وتحتفظ بالتأكيد بالأسماء الإنجليزية التاريخية بدلاً من تقديم بدائل رومانية. نُشرت الترجمة بشكل مجهول في عام 1762 وظهرت لاحقًا في الطبعات الأيرلندية لقصائد غراي في عامي 1768 و1775، إلى جانب النسخة الإيطالية ونسختين لاتينيتين أخريين من المرثية. وفي عام 1778 ظهرت ترجمة معدلة جرى فيها التوقيع على السطور التمهيدية بأحرف سي إيه ودبليو إتش أر. وأعيد طبعها لاحقًا في البندقية عام 1794، ومن هناك شقت طريقها إلى مختارات أليساندرو توري المتعددة اللغات لترجمات المرثية، والتي نُشرت في فيرونا عام 1817.
في السنوات اللاحقة واصل أنستي ترجمة أعماله بنفسه. أولاً قدم نسخته من «الرسالة الرابعة عشرة» من دليل باث الجديد، والتي جرى تضمينها فقط في النسخة المجمعة من عمله بعد وفاته. وقد كانت رحلة من «روح الدعابة وغرابة الأطوار» مع القوافي الداخلية وقوافي النهاية، بما يتناسب تمامًا مع روح النص الأصلي. وثانيًا كان هناك ملخص للموضوعات الواردة في كتابه اللاحق كرة انتخابية في رسالة لاتينية عام 1777 إلى رسامها المحتمل كوبليستون واري بامفيلدي، والذي ظهر منه تعديل باللغة الإنجليزية «مترجم وموجه إلى السيدات» بشكل منفصل في نفس العام. وكانت ترجمة أنستي الأخرى خلال تلك الفترة كتاب جون جاي الحكايات، والتي عمل عليها في الأصل لتوجيه أبنائه، الذين كان يعدهم للدخول إلى كلية إيتون. ونشرت الترجمة بشكل مجهول في حالة سيئة التحرير، ثم نُقحت لاحقًا لطبعة جديدة في عام 1798. ومع ذلك اشتكى المراجعون من البحور الشعرية الجامدة و«والإسهاب الذي وصل حد الضعف» باعتباره غير متناسب بشكل جيد مع المقاطع الثمانية المفعمة بالحيوية لنص جاي الأصلي. كان فيها شيء مدرسي أكثر من اللازم.